# Klebsprotina
La klebsprotina (conosciuta anche con il nome di RU41740) è una glicoproteina estratta da Klebsiella pneumoniae. La klebsprotina è costituita per il 34% da glucosio e galattosio, per il 3% da N-acetilglucosamina e per il 38% da proteine. In molti studi sperimentali il farmaco si è dimostrato efficace nell'aumentare la resistenza alle infezioni.

## Meccanismo di azione
La klebsprotina possiede un'attività immunostimolante non specifica che si realizza attivando la fagocitosi, la immunità umorale e quella cellulare.
Il farmaco stimola i macrofagi e i polimorfonucleati (in vivo sugli animali e in vitro su cellule umane), favorendo, in vitro, la maturazione dei linfociti B, la secrezione di immunoglobuline e la trasformazione delle IgM a IgG.
In vitro il farmaco sembra essere in grado di attivare il complemento e di evitare l'apoptosi nei monociti.
La klebsprotina grazie alla stimolazione della produzione di interleuchina-1, sembra aumentare le proprietà citotossiche dei linfociti T e l'attività delle cellule natural killer.
Nel paziente immunodepresso la stimolazione dell'attività fagocitaria indotta dalla klebsprotina risultata decisamente più evidente.

## Usi clinici
Nell'adulto la klebsprotina viene utilizzata nella profilassi delle sovrainfezioni e degli episodi di riacutizzazione di bronchiti croniche.
In età pediatrica il farmaco è in genere utilizzato nel trattamento profilattico delle infezioni respiratorie recidivanti croniche.
Il farmaco è stato utilizzato anche nel trattamento di infezioni su ustioni e ulcere.
Alcuni studi clinici ne hanno dimostrato la superiorità rispetto al placebo nella prevenzione di infezioni delle vie aeree superiori in pazienti affetti da fibrosi cistica e bronchite cronica.
Ne è stato studiato anche l'uso come adiuvante al vaccino antinfluenzale nella popolazione geriatrica.

## Controindicazioni e precauzioni d'uso
La klebsprotina è controindicata in caso di ipersensibilità nota. È inoltre controindicata nei bambini di età inferiore a 1 anno e nei soggetti che presentano patologie autoimmuni.
Nel corso della gravidanza non se ne consiglia la somministrazione. L'uso prolungato del farmaco deve essere evitato.

## Dosi terapeutiche
La klebsprotina viene somministrata per via orale. Si consiglia di seguire uno schema terapeutico consistente nell'effettuare un ciclo mensile della durata di 8 giorni per 3 mesi consecutivi. Nel primo ciclo si somministrano 2 mg/die, nel secondo e nel terzo 1 mg/die. Il farmaco è preferibile che sia assunto la mattina a digiuno.